# Dark Passion Play
Dark Passion Play is het zesde studioalbum van de Finse symfonische-metalband Nightwish. Dark Passion Play was het eerste nieuwe album van Nightwish in drie jaar en het eerste album met de nieuwe zangeres Anette Olzon.

## Geschiedenis
Het album verscheen in Finland op 26 september 2007, enkele dagen later ook in de rest van Europa. De eerste single van het album, Eva, werd uitgebracht op 25 mei 2007 maar was alleen online verkrijgbaar. De eerste gewone single was Amaranth, verschenen op 22 augustus. Het openingsnummer van het album, The Poet and the Pendulum, duurt een kleine 14 minuten en was daarmee het langste Nightwish-nummer tot dan toe. Via peer-to-peernetwerken liet Nightwish maanden voor de officiële verschijningsdatum zelf een promo uitlekken.
Op 1 april 2007 maakte de band als grap op de officiële website bekend dat het album Faster Harder Nightwish zou gaan heten. Ze verklaarden ook dat hun stijl volledig zou veranderen, van symfonische metal naar zoiets als thrashmetal. De band ging nog verder en liet die avond ook een "promo sampler" van het album 'uitlekken' via peer-to-peernetwerken. Later werd op de website vermeld dat het een 1 aprilgrap was.

## Tracklist
1. The Poet and the Pendulum - 13:54
  1. White Lands of Empathica
  2. Home
  3. The Pacific
  4. Dark Passion Play
  5. Mother and Father
2. Bye Bye Beautiful - 4:14
3. Amaranth - 3:51
4. Cadence of Her Last Breath - 4:14
5. Master Passion Greed - 6:02
6. Eva - 4:25
7. Sahara - 5:47
8. Whoever Brings the Night - 4:17
9. For the Heart I Once Had - 3:56
10. The Islander - 5:05
11. Last of the Wilds - 5:40
12. 7 Days to the Wolves - 7:03
13. Meadows of Heaven - 7:09

## Singles
- Eva
- Amaranth
- Bye Bye Beautiful
- Erämaan Viimeinen
- The Islander